# William A. Fraker
William Ashman Fraker (ur. 29 września 1923 w Los Angeles; zm. 31 maja 2010 tamże) – amerykański operator filmowy i reżyser; 5-krotnie nominowany do Oscara za najlepsze zdjęcia do filmów: W poszukiwaniu idealnego kochanka (1977; reż. Richard Brooks), Niebiosa mogą zaczekać (1978; reż. Warren Beatty i Buck Henry), 1941 (1979; reż. Steven Spielberg), Gry wojenne (1983; reż. John Badham) oraz Romans Murphy’ego (1985; reż. Martin Ritt). Był też nominowany za najlepsze efekty specjalne do filmu 1941. Statuetki jednak nigdy nie otrzymał.
Poza wyżej wymienionymi był autorem zdjęć do tak uznanych filmów jak: Dziecko Rosemary (1968) w reżyserii Romana Polańskiego czy Bullitt (1968). Wyreżyserował także kilka filmów, a także jeden z odcinków popularnego serialu Strażnik Teksasu. W latach 1979-80, 1984 i 1991-92 był przewodniczącym Amerykańskiego Stowarzyszenia Operatorów Filmowych (American Society of Cinematographers, ACS).
Zmarł 31 maja 2010 w szpitalu w Los Angeles po długiej walce z chorobą nowotworową. Miał 86 lat.

## Wybrana filmografia
- Daktari (1966-69; serial TV)
- Gry (1967)
- Lis (1967)
- Dziecko Rosemary (1968)
- Bullitt (1968)
- Pomaluj swój wóz (1969)
- Monte Walsh (1970); jako reżyser
- Dzień delfina (1973)
- Rancho Deluxe (1975)
- Coonskin (1975)
- Aligator (1976)
- Morderca we mnie (1976)
- Egzorcysta II: Heretyk (1977)
- W poszukiwaniu idealnego kochanka (1977)
- Amerykańska lista przebojów (1978)
- Niebiosa mogą zaczekać (1978)
- 1941 (1979)
- Dawni kochankowie (1979)
- Rycerze hollywoodzkich nocy (1980)
- Boskie szaleństwo (1980)
- Legenda o samotnym jeźdźcu (1981); jako reżyser
- Sprawa Sharky’ego (1981)
- Najlepszy mały burdelik w Teksasie (1982)
- Gry wojenne (1983)
- Różnice nie do pogodzenia (1984)
- Protokół (1984)
- Romans Murphy’ego (1985)
- Gorączka hazardu (1985)
- Kosmiczny obóz (1986)
- Baby Boom (1987)
- Włamywaczka (1987)
- Wszystko jest możliwe (1989)
- Niewinny człowiek (1989)
- Nowicjusz (1990)
- Wspomnienia niewidzialnego człowieka (1992)
- Miesiąc miodowy w Las Vegas (1992)
- Tombstone (1993)
- Uliczny wojownik (1994)
- Ostatnie dni raju (1994)
- Ojciec panny młodej II (1995)
- Wyspa doktora Moreau (1996)
- W krzywym zwierciadle: Wakacje w Vegas (1997)
- Regulamin zabijania (2000)
- Romanssidło (2001)
- Obudzić się w Reno (2002)